# Rivière à Eusèbe
Pour les articles homonymes, voir Eusèbe.
La Rivière à Eusèbe coule successivement dans les municipalités de Hope, Saint-Godefroi et Hope Town, dans la municipalité régionale de comté (MRC) Bonaventure, dans la région administrative de la Gaspésie-Îles-de-la-Madeleine, au Québec, au Canada.
La "Rivière à Eusèbe" est un affluent de la rive Ouest de la rivière de Saint-Godefroi laquelle coule vers le Sud jusqu'à la rive Nord de la Baie-des-Chaleurs ; cette dernière s'ouvre à son tour vers l'Est sur le golfe du Saint-Laurent.

## Géographie
La "Rivière à Eusèbe" prend sa source dans un plateau dans le secteur de Saint-Jogues-Sud, dans la partie Nord de la municipalité de Hope. Cette source est située sur le versant Sud-Est de la ligne de départage des eaux ; le cours d'eau Fernand-Lebrasseur (affluent du ruisseau Cullens) drainant le versant Nord-Ouest, le ruisseau des Roussy (affluent de la rivière Paspébiac), le versant Sud.
Cette source de la rivière est située à :
- 1,7 km au Nord-Est du centre du hameau "Saint-Jogues-Sud", situé dans la partie Nord de la municipalité de Hope ;
- 3,0 km à l'Est du centre du hameau "Saint-Jogues-Sud", situé dans la partie Nord de la municipalité de Hope ;
- 8,0 km au Nord-Ouest de la confluence de la "rivière à Eusèbe" ;
- 12,1 km au Nord-Ouest du pont de la route 132 qui enjambe l’embouchure de la Rivière de Saint-Godefroi.

La "rivière à Eusèbe" coule surtout en zones forestières, sur 15,0 km, selon les segments suivants :
- 0,5 km vers le Sud dans la municipalité de Hope ;
- 1,5 km vers l'Est jusqu'à la limite de la municipalité de Saint-Godefroi ;
- 1,2 km vers l'Est dans Saint-Godefroi, en formant une courbe vers le Nord, jusqu'à la confluence d'un ruisseau (venant de l'Est) ;
- 2,8 km vers le Sud jusqu'à la limite de Hope ;
- 0,1 km vers le Sud, dans Hope, jusqu'à la limite de Hope Town ;
- 1,1 km vers le Sud-Ouest, dans Hope Town, jusqu'à la confluence de la décharge du Lac John-Laroque (venant du Nord-Est) ;
- 7,2 km vers le Sud-Ouest, vers l'Est, puis le Sud-Est, jusqu'à la limite de Saint-Godefroi ;
- 0,6 km vers le Sud-Est dans Saint-Godefroi, jusqu'à sa confluence[1].

La "Rivière à Eusèbe" se déverse sur la rive Ouest de la rivière de Saint-Godefroi.
La confluence de la rivière est située à :
- 0,8 km au Nord-Est de la limite de Hope Town ;
- 1,8 km au Sud du pont du centre du hameau Kelly ;
- 3,7 km au Nord-Ouest de la rive-Nord de la Baie-des-Chaleurs.

## Toponymie
Le toponyme "Rivière à Eusèbe" a été officialisé le 7 avril 1983 à la Commission de toponymie du Québec.